# AMV Fridericiana Marburg
Die Akademisch-Musikalische Verbindung Fridericiana Marburg (kurz: „AMV Fridericiana“, umgangssprachlich auch „Frizzen“) ist eine gemischte, farbenführende, nichtschlagende und explizit unpolitische Studentenverbindung an der Philipps-Universität Marburg, die dem Dachverband Sondershäuser Verband (SV) angehört.

## Einordnung
Die AMV Fridericiana Marburg ist eine gemischte Studentenverbindung, überparteilich, nichtpolitisch, unkonfessionell und nimmt auch Ausländer und Wehrdienstverweigerer auf. Die gewünschte Zielgruppe sind musisch und kulturell interessierte, gesellige Studierende. Voraussetzung für eine Vollmitgliedschaft ist eine Immatrikulation an einer Universität bzw. Hochschule. Sie ist die einzige musische Verbindung vor Ort.

## Geschichte
Am 8. Dezember 1889 im Hansenhaus in Marburg als Studentengesangverein (SGV) Fridericiana Marburg gegründet, wurden die Statuten (von Friedrich „Friedel“ Weiß nach Göttinger Vorbild erarbeitet), Wappen und Zirkel und der Name einstimmig beschlossen. Der SGV Fridericiana war damit die achte Studentenverbindung vor Ort. Sie stellte zeitweise die größte Studentenverbindung überhaupt vor Ort (Höhepunkt im Sommersemester 1907 mit 134 Aktiven). Die Gründungsfarben waren blau-gold-rot. Die Änderung der Farben in (noch heute) schwarz-moosgrün-rot am 25. Juli 1891 wurde wegen Farbengleichheit (lediglich andere Anordnung) mit dem Corps Teutonia vorgenommen.

### Namensgebung
Der Name Verein wies damals schon auf das schwarze Prinzip hin, in dessen Gefolge man sich verstand, d. h. Ablehnung von Band, Mütze und Pflichtmensur.
Über die Herkunft des Namens Fridericiana sind die Spekulationen bis heute nicht abgerissen. Mit Sicherheit ausgeschlossen werden kann die Theorie, dass er vom Vornamen des Initiators des Vereins, Friedrich Weiß, herrührt. Hierfür fanden sich weder bei Richard Thielemann, dem ersten Chronisten der Fridericiana, noch in den Protokollen des ersten Schriftwartes Walbaum Anhaltspunkte.
Eine zweite Theorie stützt sich auf einen Satz in Thielemanns Geschichte der SGV Fridericiana Marburg von 1914, der besagt, dass (nach Ablehnung von Normannia als Stammesnamen) die Namen Guilhelma und Fridericiana zu Auswahl standen (da das Jahr 1888 das Dreikaiserjahr mit Wilhelm I., Friedrich III. und Wilhelm II. war). Die Namensvorschläge deuten dieser Theorie zufolge auf den Willen einer Anbindung an das hohenzollernsche Kaiserhaus insgesamt, wofür auch spräche, dass die Büsten aller drei Kaiser später das Kneiplokal in der Lahnlust schmückten. Die dritte, wohl wahrscheinlichste Theorie bezieht den Namen einzig auf Friedrich III. Dies bestätigt sich bei Thielemann, der schreibt, dass der Name Fridericiana „bewusstermassen ... zum Gedächtnis an den Kaiser Friedrich III. gewählt worden sei“. Wäre aber eine Anbindung an das Kaiserhaus insgesamt angestrebt worden, hätte man sich wohl für Guilhelma -- als Name der eigentlich typischeren Vertreter der Hohenzollern -- entschieden. Ebenso wird die Theorie der Namensgebung nach Friedrich III. durch dessen ausgeprägten Kunstsinn gestützt.

### Die Gründung
Der damalige Rektor der Philipps-Universität Marburg, Herrmann, hegte Bedenken, ob der SGV Fridericiana Marburg eine Konkurrenz zum schon bestehenden „Akademischen Concertverein der Universität“ darstelle. Durch einen Konventsbeschluss wurden daraufhin alle Mitglieder der Fridericiana auch zur Teilnahme am Concertverein verpflichtet. Daraufhin übernimmt der Universitätsmusikdirektor Richard Barth (zu dessen Freundeskreis sich Johannes Brahms zählte) die musikalische Leitung der Fridericiana, was die musikalischen Leitlinien der Verbindung nachhaltig prägte.
Von Richard Barth, der auf dem ersten Stiftungsfest zum Ehrenmitglied ernannt wurde, stammt auch die Melodie des Bundesliedes der Fridericiana (Text: Friedrich Weiß) sowie des Bundesspruches. Nach dem Weggang Barths aus Marburg 1894 gen Hamburg übernahm Gustav Jenner die musikalische Leitung und trat 1899 die Nachfolge Barths als Universitätsmusikdirektor an.

### Zeit des Ersten Weltkrieges
Nach Ausbruch des Ersten Weltkrieges wurde das Verbindungshaus als Lazarett für Leichtverwundete dem Deutschen Roten Kreuz zur Verfügung gestellt. Das Bundesleben wurde in reduzierter Form (durchschnittlich 20 Personen) weitergeführt, da 72 der 120 Aktiven einrücken mussten.
Im Jahr 1923 wurde im Zuge der Inflation die „Fridericianer-Mark“ ins Leben gerufen: Am Monatsanfang brachte ein jedes Mitglied seinen monatlichen Wechsel dem Bbr. Neumann und bekam dafür eine entsprechende Summe in einer eigenen Währung, der sog. Fridericianermark, ausgezahlt (1 Mark = 4,20 Fridericianermark in Anlehnung an den langjährigen Reichsmark-Kurs), die den Monat über wertbeständig blieb, und von dem sogleich möglichst viele Alltagswaren auf Vorrat eingekauft wurden. Dem schlossen sich auch einige Marburger Bürger an.

### Zeit des Zweiten Weltkrieges
Nach der Machtergreifung Hitlers hielt sich, wenn auch unter gewissen Repressalien, der aktive Bund noch drei Jahre, bis dann im Zuge der Gleichschaltung und des Verbots einer Doppelmitgliedschaft in Korporationen und Parteigliederungen ein Weiterbestehen des aktiven Bundes unmöglich wurde. Am 22. Februar 1936 löste sich die Fridericiana offiziell mit einem feierlichen Schlusskommers auf. Vom 4.–6. August 1939 feierte man dennoch das 50. Stiftungsfest. Am 28. Oktober 1939 wurde auf dem Haus eine musisch ausgerichtete Kameradschaft XIII gegründet, welche die Fridericianertradition fortführte, und sich am 8. Februar 1942 in Kameradschaft Wolfram von Eschenbach umbenannte. Am 27. September 1942 ging der Altherrenverband in der NS-Altherrenschaft auf, da ihm sonst das Haus abgenommen worden wäre.

### Nachkriegszeit
Am 4. Oktober 1948 wurde der Altherrenverband wiedergegründet. Das erste allgemeine Fridericianertreffen nach dem Krieg fand im Juli 1949 statt. Die Wiedergründung der Aktivitas als Studentenbund Fridericiana mit bewusst musikalischer Ausrichtung fand dann im November 1949 in der Kegelbahn auf dem Haus statt. In den Fünfziger-Jahren wurden Chor und Orchester eigenständig wieder aufgebaut. 1953 benannte man sich in AMV Fridericiana um. 1979 wurde der Verein musischer Studentinnen gegründet, faktisch das Pendant zur damaligen rein männlichen Aktivitas. 1992 gingen beide in einer gemeinsamen Aktivitas auf.

## Das Verbindungshaus
In Ermangelung eines eigenen Hauses trafen sich die Mitglieder anfangs in einem Vereinslokal: Das Café Quentin am oberen Steinweg in Marburg. Seit Juli 1911 besitzt die Fridericiana ein eigenes Haus in der Lutherstraße in Marburg, welches sie selbst als Verbindungshaus erbaute. In seiner Konzeption ähnelt es dem Haus des Studenten-Gesangvereins der Georgia Augusta in Göttingen. Es existiert noch heute, nachdem es im Ersten Weltkrieg vom Deutschen Roten Kreuz als Lazarett benutzt und im Zweiten Weltkrieg vorübergehend von den Amerikanern beschlagnahmt wurde.

## Betätigungsfelder
Für jedes Mitglied ist es Pflicht, an einer der musischen Gruppen teilzunehmen. Zur Auswahl stehen: Chor, Orchester, Theater und Tanz. Jedes Semester führen der Chor und die Theatergruppe das Geprobte auf dem Verbindungshaus und im Umland vor Publikum öffentlich auf. Am Tanzkurs und den musischen Gruppen können Gäste kostenlos teilnehmen. Weitere regelmäßige Veranstaltungen sind Vorträge, Ausflüge, Mottoabende, Convente, Kneipen, Stiftungsfeste und Bälle. Kontakte zu anderen Studentenverbindungen bestehen innerhalb des Dachverbands SV sowie zu Studentenverbindungen in Marburg.

## Bekannte Mitglieder
- Karl Martin (1877–1974), Präsident des Oberlandesgerichts Kiel
- Wilhelm Sauer (1879–1962), Rechtswissenschaftler und Kriminologe
- Albrecht Stalmann (1880–1967), Verwaltungsjurist
- Georg Krücke (1880–1961), Politiker, Oberbürgermeister von Wiesbaden
- Wolfgang Aly (1881–1962), klassischer Philologe
- Georg Wünsch (1887–1964), evangelischer Theologe und Kirchenpolitiker
- Heinrich Pette (1887–1964), Neurologe
- Wolfgang Kohlrausch (1888–1980), Sportmediziner und „Vater der deutschen Krankengymnastik“
- Hermann Mirbt (1891–1968), Jurist
- Friedrich Krollpfeiffer (1892–1957), Chemiker und Hochschulprofessor
- Friedrich Uhlhorn (1894–1978), Historiker und Hochschullehrer
- Gottfried Pfeifer (1901–1985), Geograph und Hochschullehrer
- Hans Philippi (1916–2010), Historiker und Archivar
- Erwin Brocke (1921–2004), Vizepräsident des deutschen Bundessozialgerichtes
- Harm-Hinrich Brandt (* 1935), Historiker
- Hjalmar Stemmann (* 1963), Politiker und Präsident der Handwerkskammer Hamburg
- Sabine Dorothea Bamberger-Stemmann (* 1964), Historikerin und Direktorin der Landeszentrale für politische Bildung Hamburg